# Paracyclopina orientalis
Paracyclopina orientalis – gatunek widłonoga z rodziny Cyclopettidae. Opisał go w 1941 roku szwedzki zoolog Knut Lindberg, nadając mu nazwę Cyclopetta orientalis.